# Pietà (Giovanni Bellini Bergamo)
La Pietà (Cristo morto sorretto da Maria e san Giovanni Evangelista) è un dipinto tempera su tavola (52x42 cm) di Giovanni Bellini, databile al 1455 circa e conservato nell'Accademia Carrara di Bergamo, e proveniente dalla collezione di Guglielmo Lochis del 1866.

## Storia
La tavola è considerata una delle opere più antiche di Giovanni Bellini, oltre che prototipo per la fortunata serie delle Pietà.

## Descrizione e stile
L'immagine si rifà alle icone bizantine dell'imago pietatis, molto diffuse a Venezia, e dei Ritratti di Passione, dove Cristo era raffigurato morto con le piaghe della Passione e con un fedele che lo contemplava, traendo dall'osservazione del dolore divino oltre che compassione anche consolazione per il proprio. Inoltre la disposizione delle braccia incrociate citava una celebre icona-masaico romana ritenuta miracolosa, apparsa secondo la leggende a papa Gregorio Magno durante una messa e conservata nella basilica di Santa Croce in Gerusalemme.
L'opera mostra, con una certa asprezza di modi, il Cristo dietro una balaustra su cui si trova la firma dell'artista (forse spuria), retto a destra dalla Vergine e a sinistra da san Giovanni Evangelista, che gli tengono le braccia con le evidenti ferite della croce. I nomi dei personaggi si trovano scritti sopra di essi in lettere dorate e in greco, un'ulteriore riprova della provenienza veneziana dell'opera, visti gli stretti contatti tra la Serenissima e il mondo levantino.
I dolenti sono rappresentati con acute maschere di dolore che sono poi molto rare nella produzione belliniana, forse ispirate all'espressività dei rilievi dell'Altare del Santo di Donatello a Padova. L'incastro dei gesti, specialmente tra madre e figlio, si ispirano forse alle opere degli Squarcioneschi, in particolare Carlo Crivelli, tanto che in passato l'opera venne anche attribuita alla prima scuola ferrarese (Arslan).